# Música de Iquitos

Clotilde Arias Chávarri una de las músicos más reconocida en el ámbito internacional.

La música de Iquitos está carecterizada principalmente por su ecléctico vigor amazónico. Esta tiene dos energías musicales que incluye, en primer lugar, la música folk de la Amazonia peruana proveniente de la mayoría de las etnias amazónicas; la segunda, proyectada en su vida urbana, es debido a su estatus de crisol de razas de algunas naciones, provincias peruanas y las etnias mencionadas. La globalización y el turismo ha beneficiado que la música originaria de Iquitos sea evidentemente ecléctica pero con fuertes raíces amazónicas.
A pesar de su diversidad, la música tradicional siempre tuvo un papel prominente en la identidad de Iquitos, tanto para los mismos ciudadanos oriundos y los expatriados adoptados como iquiteños.

## Historia
La música de Iquitos emergió con fuerza con la fiebre del caucho y se caracteriza por una energía cosmopolita. La inmigración trajo desde Europa a músicos de piano, violín, flauta y prevalecieron géneros musicales como la balada, soul, vals, sinfonía, etc. Aparte de la invasión musical extranjera, aparecieron géneros musicales peruanos como el vals criollo, la marinera, el yaraví, el huayno y las tonadas de los caucheros riojanos.
Algunos artistas notables de la época del caucho son Veridiana Coronel de Espinar, Rosa Vigil del Risco, María Raygada Vásquez, Georgina Medina de Israel, Delia y Victoria Polos Márquez, Rosa Lluján, Juana Terrones, Elisa Gálvez, las hermanas Trinidad, Zoila y Rosa Ramos y la violinista Antonieta Guerra del Águila. Anita Victoria Edery de Korswagen fue pianista y compositora, y tiene un gran catálogo musical que fue reconocido, incluyendo «Leticia» que fue declarada como oficial. Clotilde Arias Chávarri fue una compositora y poetisa que mantuvo una actividad musical importante tanto en Iquitos como en Nueva York, Estados Unidos. Antonio Wong Rengifo, quien también fue cineasta pionero de Iquitos, también fue pianista, guitarrista y acordeonista. Noé Silva fue otro importante musical iquiteño, y es considerado el artista musical más antiguo del Perú.
En los años 70, destacaron artistas como Orlando Cetraro de Souza, Benigno Soto Silva, Renato Mesía, entre otros. La música brasileña también tuvo influencia en Iquitos debido al contacto cercano que hay con Brasil, y hasta ahora existe ese intercambio. Los géneros brasileros presentes eran la samba, el maxixe, puladinho, así como las cuadrillas francesas.
La Orquesta Sinfónica Infantil y Juvenil en Iquitos es el principal grupo de música sinfónica en la ciudad. La cumbia amazónica (incluyendo a los Wembler's, Grupo Kaliente, Ilusion, Miel de Abeja, entre otros), y la pandillada musical son otros protagonistas culturales en la ciudad. El Barrio de Belén de Iquitos también es lugar de nacimiento de la cumbia psicodélica urbano-amazónica, con Ranil (integrante de la banda belenina Los Silvers) siendo su mayor exponente. En 2012, los Wembler's fusionaron la cumbia amazónica con la tarantela de Loreto, Italia, el cual se denominó «cumbiatella». Los sonidos del Perú tiene una pista ambiental de calidad surround del Mercado de Belén, el cual reproduce la abrumadora atmósfera comercial del lugar.
Hasta la actualidad, la ciudad es hogar de una enorme lista de artistas y grupos musicales que proyecta géneros contemporáneos, la mayoría infundidas con emoción amazónica, tales como el hip hop, rap, rock, Hardcore, heavy metal, jazz, punk, house y psytrance.

## Géneros musicales
En los últimos años, han aparecido artistas y grupos musicales en Iquitos, y los géneros que tocan son diversos. La ciudad no tiene una industria musical precisa, y la mayoría de los artistas se promocionan independientemente o requieren el apoyo de organizaciones culturales. A pesar de no tener una industria, Iquitos tiene un estudio de grabación llamado Home Studios dirigida por Remy Granda.

### Cumbia
La cumbia amazónica tiene una gran prominencia en Iquitos, y siempre ha sido usada como un símbolo identitario de la ciudad. Grupos de cumbia conocido de la ciudad son Explosión de Iquitos, Betiuska, Kaliente, Euforia, Ilusión, etc. Los Wembler's de Iquitos es un grupo destacado en Iquitos debido a la permanencia de su estilo musical a través de largos años.
En la cumbia psicodélica, Los Silvers, originarios del Barrio de Belén, son grandes exponentes del subgénero.

### Blues y jazz
Este género musical viene desarrollándose poco a poco en la ciudad. Tiene como principales exponentes al grupo Blue Sky integrado por Billy Curtis y Víctor Alvarado Díaz, así como, los conjuntos musicales Scala y Ad Libitum donde participan alumnos y docentes de la Escuela Superior Pública de Música Lorenzo Luján Darjón de Iquitos, contribuyendo así a una corriente musical denominada jazz amazónico.

### Reggae
Uno de los más conocidos es Jah Jireh y es una banda de reggae originaria de Iquitos que hizo su debut en el 2012. Son reconocidos por su particular estilo de roots reggae, así como por sus tributos a Bob Marley.

### Hip hop
La escena hip hop de Iquitos (denominado hh! o doble hache en la ciudad) es principalmente underground y contestatario. Tenemos a: Miguelon MOW, El frutero, Sista, VKR, Boa90, Searte, Coref, The Fak, Zafira.

### Rock
La escena rock de Iquitos está considerada boyante, y un fuerte opuesto a la cumbia reflejada en la ciudad. A pesar de que no es un género musical de la corriente principal, ha jugado un importante protagonismo y acción cultural. El rock iquiteño es predominantemente independiente, y ha sabido usar el crowdsourcing, las presentaciones en vivo y las redes sociales como medio de promoción.

Aunque en términos musicales solemos identificar a Iquitos con la cumbia, el merengue o cualquier otro ritmo tropical, en realidad en esa ciudad también se cultivan otros géneros. De una manera subterránea y con poca promoción es cierto, pero los hay.
Juan Arellanos de Globalizado

«Cada vez que hablamos de la Amazonía, en el aspecto musical, siempre tenemos esa connotación que el género musical que la identifica es la cumbia, pero la Amazonía no solo es sinónimo de lo exótico, de la cumbia, sino también del rock, ese género que vuelve el ámbito musical en lo pesado, en lo subte, en lo contestatario.»
La Región

Incluye géneros como punk, heavy metal, metal progresivo, Nu metal, etc., viene los siguientes: Sangre de Grado, Batería Baja, Bohemia, Mapacho, Evocación, Sabotaje, Sacrificio, Radioterapia, Nativa, Baño Común, La Pleve, Catarsis, Normosis Syndrome, Canero, Norbyz, Tanto Peor, Palisangre, Mallignum, DobleTraccion, Jergón, Bohemia, Diztorxionk, Los Faros, Bajo Control, Ramayana, etc. (véase Estamos en la Calle)
Chakruna es la única banda de heavy metal que se caracteriza por la implementación de música folk amazónico en su estilo. En la psicodelia amazónica, están Los Wembler's de Iquitos y Ranil, este último oriundo del Barrio de Belén, Iquitos.

### Disco y house
Iquitos tiene una larga lista de DJs incluyendo a Rocco, BAX, Jazzy Trivalero, Psyhuaska, Sonido Latino, W Michael, Tello, JC Tello, Red, Jetsound, Neuronx, Maju, Stacy Love, Lplay, etc.

### Vallenato
El vallenato es un género musical de la Costa Caribe de Colombia que ha ganado su espacio en el gusto de los habitantes de Iquitos y su zona metropolitana, debido a la cercanía con la frontera del país vecino. Los intérpretes colombianos de este género gozan de gran aceptación en la ciudad siendo recibidos como celebridades y, por lo general, sus conciertos presentan llenos en los escenarios donde llegan a interpretar sus canciones.